# Кожух, Иродион
Иродион Кожух (Кожухов) — дьяк митрополита всероссийского Ионы, известен как автор: «Сказания о трусе, бывшем в земли нашей» (1460) и «Сказания чюдеси великого чюдотворца Варлаама о умершем отроце, еже сдеяся в лето 6968» («П. С. Р. Л.», VI, 182—184, 320—325).
В энциклопедии Брокгауза и Эфрона указан как  дьяк митрополита всероссийского Феодосия.
Упоминается в книге «История Русской Церкви» митрополита Макария (Булгакова). 